# Должица
Должица (укр. Довжиця) — село в Маневичской поселковой общине Камень-Каширского района Волынской области Украины.
До 2020 года входило в Маневичский район.
Код КОАТУУ — 0723682201. Население по переписи 2001 года составляет 368 человек. Почтовый индекс — 44644. Телефонный код — 3376. Занимает площадь 0,82 км².